# شووالا
شووالا (شو والا)(Šuwala) الهه هوری بود که به عنوان خدای سرپرست مردامان، شهری هوری در شمال عراق امروزی در نظر گرفته می‌شد. او همچنین در دیگر مراکز هوری، مانند نوزی و آلالاخ، و همچنین در اور در میان رودان ، خاتوشا در امپراتوری هیتی و در شهرهای سوریه ایمار و اوگاریت پرستش می شد.
ارتباط بین او و الهه ناباربی در بسیاری از اسناد هوری وجود دارد. همچنین فرض بر این است که او یک الهه جهان مردگان بوده است، و او اغلب در کنار دیگر خدایان چنین شخصیتی، آلانی و او گور ظاهر می‌شود که احتمالاً املای واژه نگاشت نام نرگال است.